# Fleury (Aisne)
Fleury es una comuna francesa situada en el departamento de Aisne, de la región de Alta Francia.

## Geografía
Fleury está ubicada en el bosque de Retz, cerca de Villers-Cotterêts, a 16 km al suroeste de Soissons.

## Demografía
| 95 | 85 | 99 | 138 | 128 | 148 | 131 | 138 |
| Para los censos de 1962 a 1999 la población legal corresponde a la población sin duplicidades (Fuente: INSEE [Consultar]) |    |    |     |     |     |     |     |